# Pegomya betae
Pegomya betae este o specie de muște din genul Pegomya, familia Anthomyiidae. A fost descrisă pentru prima dată de Curtis în anul 1847. Conform Catalogue of Life specia Pegomya betae nu are subspecii cunoscute.